# 畠田駅
畠田駅（はたけだえき）は、奈良県北葛城郡王寺町畠田三丁目にある、西日本旅客鉄道（JR西日本）和歌山線の駅である。

## 歴史
- 1955年（昭和30年）12月27日：隣の志都美駅とともに、和歌山線の王寺駅 - 下田駅（現在の香芝駅）間に国鉄の駅として開業[1]。
- 1987年（昭和62年）4月1日：国鉄分割民営化により、西日本旅客鉄道（JR西日本）の駅となる[1]。
- 1999年（平成10年）2月9日：自動改札機を設置し、供用開始[2]。
- 2003年（平成15年）11月1日：ICカード「ICOCA」の利用が可能となる[3]。簡易型自動改札機で対応。
- 2024年（令和6年）8月31日：みどりの窓口の営業を終了[4]。

## 駅構造
高田側に向かって右側に配置された単式ホーム1面1線を持つ地上駅で、棒線構造（停留所）であるため、高田方面行きと王寺方面行きが同一ホームに発着する。和歌山線の王寺駅 - 高田駅間で、唯一行き違い設備のない駅である。また、バリアフリー化整備として、2009年（平成21年）3月に駅舎へのスロープ、2010年（平成22年）3月に多目的トイレが新設された。
王寺駅が管理し、JR西日本交通サービスが駅業務を受託する業務委託駅である。ICカード乗車券「ICOCA」が利用することができ（相互利用可能ICカードはICOCAの項を参照）、自動券売機および簡易式の自動改札機が3台設置されている。

## 利用状況
JR西日本の移動等円滑化取組報告書によれば、2023年（令和5年）度の1日平均乗降人員は2,810人である。
「奈良県統計年鑑」によると、1日の平均乗車人員は以下の通りである。
| 年度   | 1日平均 乗車人員 |
| ------ | ---------------- |
| 2000年 | 3,079            |
| 2001年 | 3,048            |
| 2002年 | 2,975            |
| 2003年 | 2,892            |
| 2004年 | 2,775            |
| 2005年 | 2,686            |
| 2006年 | 2,605            |
| 2007年 | 2,557            |
| 2008年 | 2,468            |
| 2009年 | 2,328            |
| 2010年 | 2,199            |
| 2011年 | 2,064            |
| 2012年 | 1,986            |
| 2013年 | 1,983            |
| 2014年 | 1,906            |
| 2015年 | 1,860            |
| 2016年 | 1,812            |
| 2017年 | 1,762            |
| 2018年 | 1,722            |
| 2019年 | 1,683            |
| 2020年 | 1,342            |

## 駅周辺
かつては当駅の真横に西大和自動車教習所があったが、2012年（平成24年）3月に破産のため閉鎖された。なお、跡地は住宅地となった。
- 国道168号
- なないろサーカス団[8] - 就労継続支援B型事業所
- スーパーヤオヒコ畠田店
- 業務スーパー畠田店
- 畠田郵便局
- 泉の広場公園
- 葛下川

## 隣の駅
西日本旅客鉄道（JR西日本）
 和歌山線
■快速（大和路線直通）・■普通
王寺駅 - 畠田駅 - 志都美駅